# Космос-2039
Космос-2039 је један од преко 2400 совјетских вјештачких сателита лансираних у оквиру програма Космос.
Космос-2039 је лансиран са космодрома Плесецк, СССР, 14. септембра 1989. Ракета-носач је поставила сателит у орбиту око планете Земље. Маса сателита при лансирању је износила 220 килограма. Космос-2039 је био комуникациони сателит.